# Arrie socken
Arrie socken i Skåne ingick i Oxie härad, ingår sedan 1974 i Vellinge kommun och motsvarar från 2016 Arrie distrikt.
Socknens areal är 7,29 kvadratkilometer varav 7,23 land. År 2000 fanns här 310 invånare. Kyrkbyn Arrie med sockenkyrkan Arrie kyrka ligger i socknen. 

## Administrativ historik
Socknen har medeltida ursprung. 
Vid kommunreformen 1862 övergick socknens ansvar för de kyrkliga frågorna till Arrie församling och för de borgerliga frågorna bildades Arrie landskommun. Landskommunen uppgick 1952 i Månstorps landskommun som upplöstes 1974 då denna del uppgick i Vellinge kommun. Församlingen uppgick 2002 i Vellinge-Månstorps församling.
1 januari 2016 inrättades distriktet Arrie, med samma omfattning som församlingen hade 1999/2000.  
Socknen har tillhört län, fögderier, tingslag och domsagor enligt vad som beskrivs i artikeln Oxie härad. De indelta soldaterna tillhörde Södra skånska infanteriregementet, Skytts kompani och Skånska husarregementet, Arrie skvadron, Månstorps kompani.

## Geografi
Arrie socken ligger sydost om Malmö. Socknen är en odlad slättbygd på Söderslätt med grusbackar i öster.

## Fornlämningar
Lösfynd från stenåldern är funna.

## Namnet
Namnet skrevs i mitten av 1100-talet Arrögum och kommer från kyrkbyn. Efterleden är hög. Förleden kan innehålla mansnamnet Arri..